# Хотта (Марс)

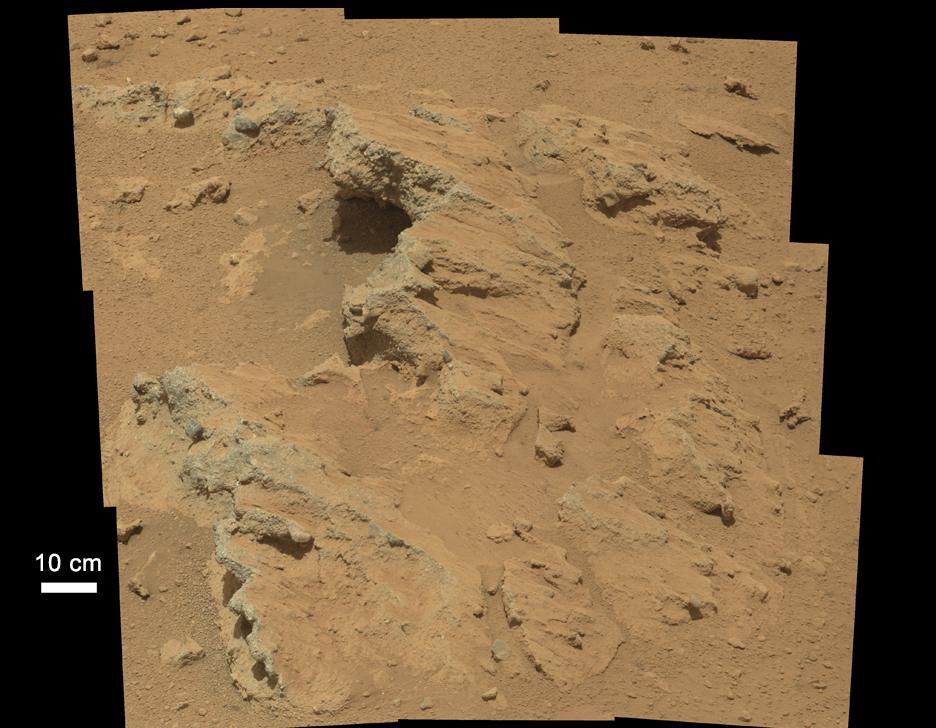
Горное обнажение Хотта — часть древнего русла, 14 сентября 2012 года.

Хотта (англ. Hottah) — горное обнажение, найденное марсоходом Кьюриосити в сентябре 2012 года. Обнажение находится на равнине Aeolis Palus, лежащей между долиной Мира и горой «Эолида», в кратере Гейла, на планете Марс. Приблизительные координаты центра — 4°35′ ю. ш. 137°26′ в. д. / 4,59° ю. ш. 137,44° в. д.. Обнажение было обнаружено марсоходом Кьюриосити на местности Bradbury Landing 14 сентября 2012 года (39 сол миссии). Обнажение названо в честь озера Хотта, шестого по величине озера на Северо-Западной территории, Канада.
Обнажение содержит хорошо сортированный конгломератовый гравий, с удивительно округлой, гладкой и отденудированной галькой. Иногда, галька может достигать нескольких сантиметров в поперечнике, и может быть погребенна в кучу среди более мелких закруглённых частиц, которые могут достигать до сантиметра в поперечнике. Данная структура была определена как речное отложение, которое долгое время формировалось в активно текущем потоке. Этот поток является частью древнего аллювиального потока, который спускался с крутых склонов на краю кратера Гейла.

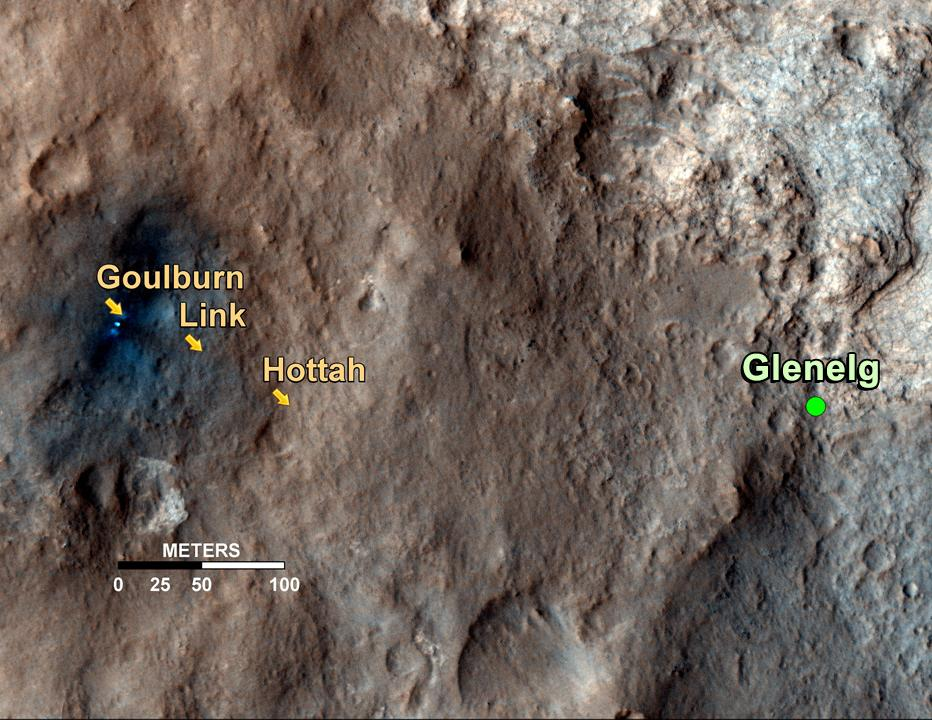
Хотта и другие горные обнажения с орбиты Марса, MRO, 27 сентября 2012 года